# Mémorial national écossais de la guerre
 (janvier 2019).
Si vous disposez d'ouvrages ou d'articles de référence ou si vous connaissez des sites web de qualité traitant du thème abordé ici, merci de compléter l'article en donnant les références utiles à sa vérifiabilité et en les liant à la section « Notes et références ».
Le mémorial national écossais de la guerre (Scottish National War Memorial) est un monument commémoratif de la Première Guerre mondiale, situé à Édimbourg, capitale de l'Écosse, dans l'enceinte du dans le château. Ce monument est dédié à la mémoire des soldats ayant servi dans les régiments écossais au cours des deux guerres mondiales et dans les autres conflits des XXe et XXIe siècles.

## Caractéristiques
Inauguré le 14 juillet 1927, le mémorial fut construit dans la cour d'honneur du château d’Édimbourg en face du Grand Hall, salle de banquet du XVe siècle.